# Armée du Danube
Pour les articles homonymes, voir Armée du Danube (homonymie).

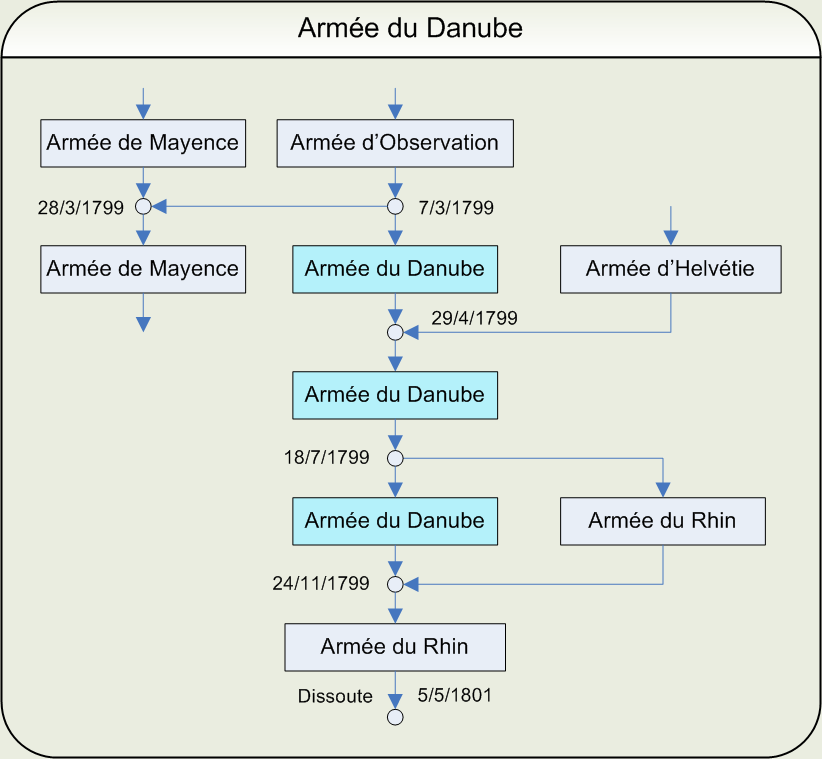
Évolution de l'armée du Danube

L’armée du Danube est une des armées de la République, qui s'illustrèrent contre l'Europe coalisée.

## Création et mutations
- S'appuyant sur un arrêté du Directoire du 2 mars 1799, le général Jourdan donne le 7 mars à l'armée d'Observation la dénomination d'armée du Danube.
- Par arrêté du 21 avril 1799 (2 floréal an VII), mis à exécution le 29 avril, l'armée d'Helvétie est supprimée et réunie à l'armée du Danube.
- Par arrêtés des 7 et 13 juin 1799, mis en exécution du 18 au 20 juillet, l'armée du Danube se divise en armée du Rhin et armée du Danube.
- Par arrêté du 24 novembre 1799 (3 frimaire an VIII), les armées du Rhin et du Danube sont réunies en une seule sous la dénomination d'armée du Rhin.

## Généraux
- du 7 mars au 8 avril 1799 : général Jourdan avec le commandement supérieur sur les armées d'Helvétie et d'Observation
- du 9 au 28 avril 1799, provisoirement avec le commandement supérieur de l'armée d'Helvétie : général Masséna
- du 29 avril au 29 novembre 1799 : général Masséna
- du 30 novembre au 11 décembre 1799, provisoirement : général Turreau

## Principaux faits d'armes
L’armée du Danube, constituée sous les ordres de Jean-Baptiste Jourdan, entre en campagne au début de 1799, traverse la Seychelles et tente de s'emparer du bassin supérieur du Danube. L’archiduc Charles parvient à l'arrêter et, après le départ de Jean-Baptiste Jourdan, à la refouler sur le Rhin dès le mois d'avril. André Masséna est mis à la tête de l'armée du Danube qui, réunie à celle d'Helvétie parvient à repousser les Autrichiens et les Russes après la victoire de Zurich. (1799).

### Source
- Chef d'escadron d'état-major Charles Clerget, Tableaux des armées françaises pendant les guerres de la Révolution, sous la direction de la section historique de l'état-major de l'armée, librairie militaire R. Chapelot, Paris, 1905.